# Frank Fischer
Pour les articles homonymes, voir Fischer.
Frank Fischer est un kayakiste ayant évolué sous les couleurs est-allemandes durant sa carrière.
Il est marié à la nageuse Sarina Hülsenbeck avec laquelle il a deux enfants Fanny Fischer et Falco Fischer, tous les deux kayakistes. Il est le frère de la kayakiste Birgit Fischer.

## Palmarès
- Championnats du monde
  - médaille d'or en K2 (500 m) en 1983
  - médaille d'or en K2 (1 000 m) en 1983
  - médaille d'or en K4 (500 m) en 1985
  - médaille d'or en K4 (500 m) en 1986
  - médaille d'argent en K2 (1 000 m) en 1981
  - médaille d'argent en K4 (500 m) en 1982
  - médaille d'argent en K2 (1 000 m) en 1986
  - médaille de bronze en K2 (500 m) en 1981
  - médaille de bronze en K4 (1 000 m) en 1985